# Bulgarie au Concours Eurovision de la chanson 2007
La Bulgarie a participé au Concours Eurovision de la chanson 2007 à Helsinki, en Finlande. C'est la 3e participation de la Bulgarie au Concours Eurovision de la chanson.
Le pays est représenté par Elitsa Todorova et Stoyan Yankulov et la chanson Voda, sélectionnés lors d'une finale nationale organisée par la Télévision nationale bulgare (BNT).

## Sélection

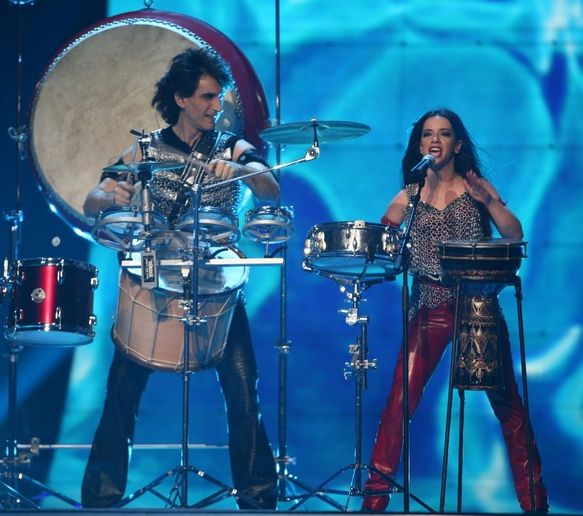
Bulgarie au Concours Eurovision de la chanson 2007 : Elitsa Todorova avec Stoyan Yankoulov en train de chanter "Water".

### Pesen na Evrovizija 2007
Le 24 février dans la salle de concert 3 du palais national de la culture (NDK), s’est déroulée la finale du concours « La chanson Bulgare pour l'Eurovision 2007 », organisé également par la Télévision nationale bulgare. Selon le règlement, les téléspectateurs disposaient de 10 minutes pour effectuer leur choix par SMS parmi les 12 chansons de la finale. Le maximum d’appel par GSM était fixé à 5. Avec 55 %, soit 31376 de voix, la chanson Вода (Voda, « eau ») d'Elitsa Todorova et Stoyan Yankulov a remporté le vote, suivie de Fool for You (« Idiot pour toi ») de KariZma avec 5232 et de Ya tvoya (« Je suis à toi ») d'Oustata et Sophie Mariniva.
Elitsa Todorova et Stoyan Yankoulov, nommés par la critique musicale « les chamanes Bulgares » présentent donc la Bulgarie au Concours Eurovision de la Chanson 2007. Ils se sont d’ailleurs déjà produits lors de la sélection nationale bulgare 2006, avec deux compositions drum show durant les minutes du vote.
Elitsa Todorova et Stoyan Yankoulov ont donné des concerts en Autriche, Belgique, Portugal, Suède, Grèce, Luxembourg, Russie, Tchécoslovaquie et en Afrique.
Leur album Drumboy a eu du succès auprès du public.